# Lacaune

Lacaune este o comună în departamentul Tarn din sudul Franței. În 2011 avea o populație de 2.567 de locuitori.

## Evoluția populației
| An        | 1975  | 1982  | 1990  | 1999  | 2006  | 2009  |
| --------- | ----- | ----- | ----- | ----- | ----- | ----- |
| Populație | 3.260 | 3.231 | 3.089 | 2.914 | 2.839 | 2.616 |